# Нвосу, Генри
Генри Оньеманзе Нвосу (англ. Henry Onyemanze Nwosu; 14 июня 1963, Имо) — нигерийский футболист, полузащитник. Победитель Кубка африканских наций 1980 года.

## Клубная карьера
Нвосу начал карьеру в «Нью Нигерия Банк». Позже он присоединился к клубу «АКБ Лагос». Также играл за ивуарийский «АСЕК Мимозас» и камерунский «Расинг Бафусам».

## Международная карьера
Нвосу был самым молодым футболистом сборной Нигерии, которая победила в Кубке африканских наций 1980 года. Он также принимал участие в Олимпийских играх в 1980 и 1988 годах. Полузащитник сыграл две игры на московской Олимпиаде 1980 года. Однако на соревновании 1988 года Нвосу не сыграл ни одного матча. Он также участвовал в Кубках африканских наций 1982, 1984 и 1988 годов. На последних двух турнирах вместе с командой занял второе место. Последний матч за сборную Нигерии сыграл в 1991 году.

## Тренерская карьера
Нвосу был помощником бывшего товарища по команде Самсона Сиасиа на Олимпийских играх 2008 года в Пекине, где Нигерия завоевала серебряную медаль. Он был помощником Онигбинде, который вывел «супер орлов» на чемпионат мира 2002 года в Японии и Южной Корее. 27 сентября 2008 года Нвосу был назначен тренером юношеской сборной Нигерии. Тем не менее, в апреле 2009 года он был снят с должности после ряда плохих результатов при подготовке к чемпионату мира 2009 среди юношей до 17 лет. В августе 2009 года Нвосу был назначен тренером клуба «Юнион Банк». В октябре 2013 года он назначен тренером «Гейтвей Юнайтед».

## Достижения
«Нью Нигерия Банк»
- Чемпион Нигерии (1): 1985
- Обладатель Западноафриканского клубного чемпионата (2): 1983, 1984

АСЕК «Мимозас»
- Чемпион Кот-д’Ивуара (1): 1990
- Обладатель Кубка Кот-д’Ивуара (1): 1990
- Обладатель Суперкубка Кот-д’Ивуара (1): 1990
- Обладатель Западноафриканского клубного чемпионата (1): 1990

«Расинг Бафусам»
- Чемпион Камеруна (1): 1992

Сборная Нигерии
- Победитель Кубка африканских наций (1): 1980
- Финалист Кубка африканских наций (2): 1984, 1988